# Dicranomyia (Dicranomyia) evenhuisi
Dicranomyia (Dicranomyia) evenhuisi is een tweevleugelige uit de familie steltmuggen (Limoniidae). De soort komt voor in het Australaziatisch gebied.